# Пуллер, Льюис
Льюис Барвелл «Чести» Пуллер (англ. Lewis Burwell "Chesty" Puller; 26 июня 1898 — 11 октября 1971) — генерал-лейтенант корпуса морской пехоты США, участник войн с партизанами на Гаити и в Никарагуа, участник Второй мировой войны и Корейской войны.
Пуллер — самый награждённый морской пехотинец в американской истории. Он один из двух военнослужащих получивших пять военно-морских крестов. Также он получил крест «За выдающиеся заслуги» от армейского командования, что делает его единственным военнослужащим, получившим шесть вторых по значимости наград за храбрость.
Ушёл в отставку из корпуса морской пехоты после 37 лет службы, проживал в штате Виргиния.

## Биография

### Ранние годы
Пуллер родился в г. Уэст-Пойнт, штат Виргиния в семье Мэтью и Марты Пуллер. Его отец был бакалейщиком. Он умер, когда Льюису было всего 10 лет. Пуллер рос, слушая истории ветеранов о гражданской войне в США. Его кумиром был генерал Томас Джексон. Пуллер хотел вступить в ряды армии, чтобы сражаться в приграничной войне с Мексикой в 1916, но был слишком молод и не смог получить разрешения матери.
На следующий год Пуллер поступил в Военный институт штата Виргиния, но оставил учёбу в 1918, заявив что хочет «пойти туда где сейчас [находятся] орудия». Вдохновлённый действиями 5-го полка морской пехоты в сражении при Белло-Вуд он вступил рядовым в корпус морской пехоты и прошёл подготовку в учебном лагере на базе Пэррис-айленд, штат Южная Каролина.
Пуллеру не удалось принять участия в первой мировой войне. Корпус морской пехоты продолжал расширяться и после завершения лагеря Пуллер окончил школу унтер-офицеров и школу кандидатов в офицеры на базе Куантико, штат Виргиния. Окончив школу 16 июня 1919 года, Пуллер получил звание второго лейтенанта резерва, однако ввиду сокращения численности корпуса с 73 тыс. чел. до 1,1 тыс. офицеров и 27 400 солдат после войны он получил ранг капрала и не начал действительную службу.

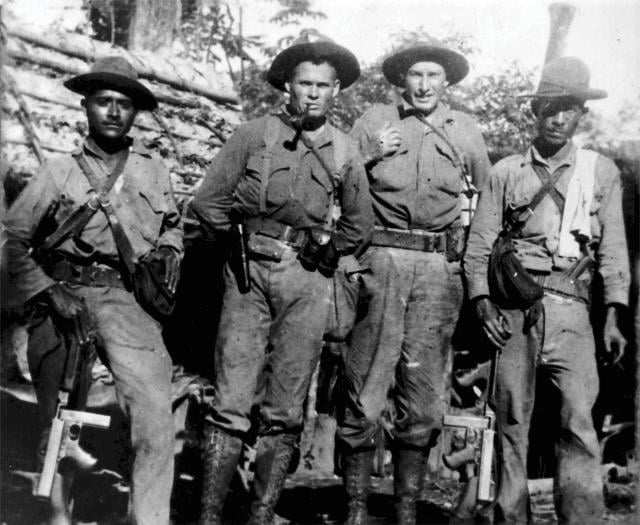
Первый лейтенант Льюис Пуллер (в центре слева) и сержант Уильям «Железный человек» Ли (в центре справа) и два никарагуанских солдата, 1931 год

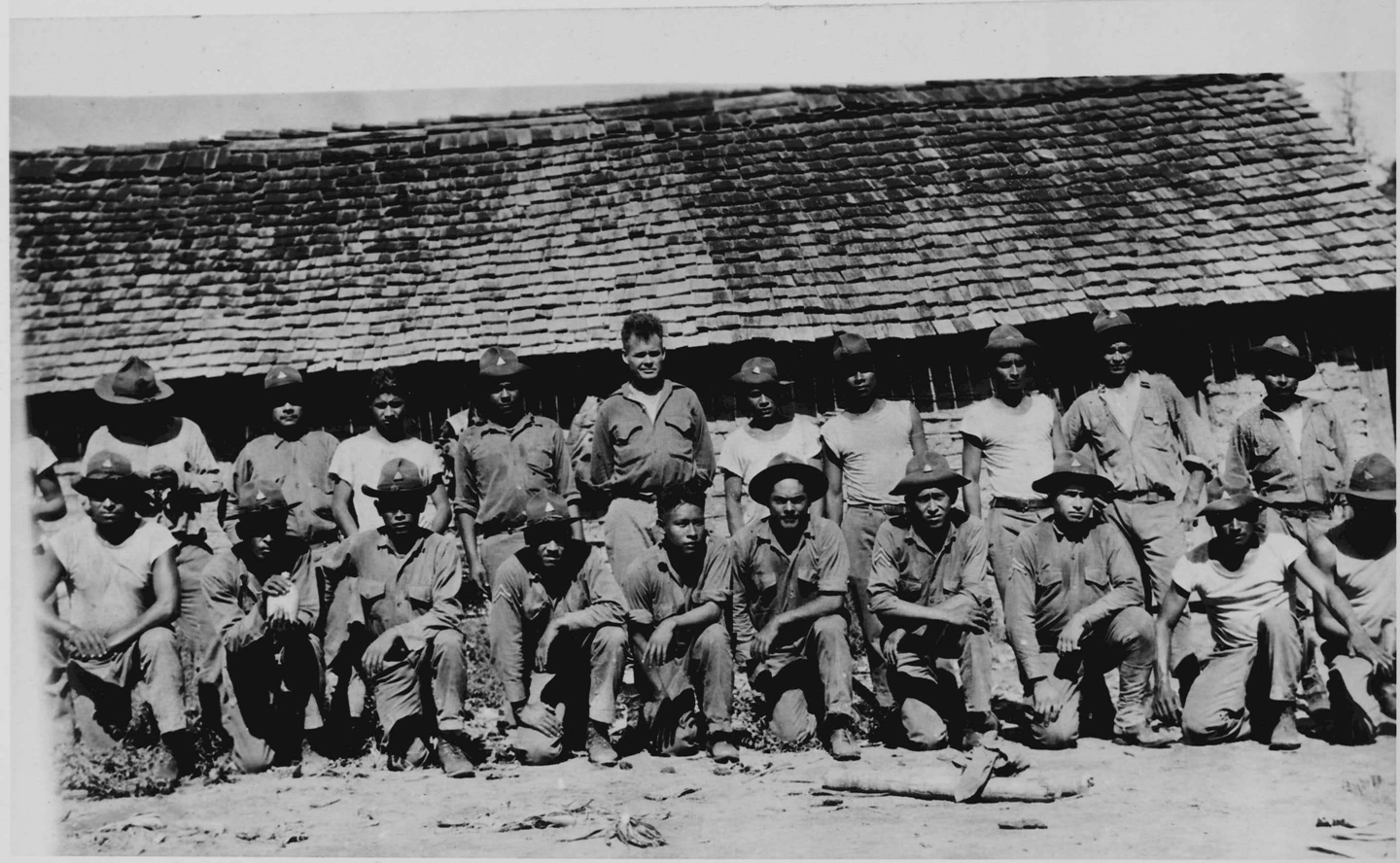
Пуллер с членами Guardia Nacional

Капрал Пуллер получил назначение на службу в жандармерии Гаити в звании лейтенанта. Во время службы на Гаити он участвовал в боях. Пока американская дипломатия работала над договором с Гаити Пуллер за пять лет принял участие в 40 боях с повстанцами Како и дважды пытался восстановить своё офицерское звание. В 1922 он служил адъютантом у майора Александра Вандергрифта, будущего коменданта корпуса морской пехоты.
После возвращения на родину Пуллер в итоге получил звание второго лейтенанта 6 марта 1924 (служебный номер 03158), после чего получил назначение в казармы морской пехоты в Норфолке, штат Виргиния, базовую школу в Куантико, Виргиния и в 10-й полк артиллерии морской пехоты в Куантико. Затем в июле 1926 отправился в казармы морской пехоты на базе Перл-Харбор, Гавайи а в 1928 в Сан-Диего, Калифорния.
В декабре 1928 Пуллер получил назначение в Национальную гвардию (Никарагуа), где получил свой первый военно-морской крест за бои с 16 февраля по 19 августа 1930 («Провёл пять успешных боестолкновений с превосходящими численностью бандитами»). В июле 1931 вернулся на родину и прослушал годичный курс ротных офицеров в Форт-Беннинге, Джорджия, после чего вернулся в Никарагуа, где прослужил с 20 сентября по 1 октября 1932 и удостоился второго военно-морского креста. Пуллер руководил американскими морскими пехотинцами и никарагуанскими национальными гвардейцами в последнем масштабном сражении с сандинистскими повстанцами при Эль-Сосе 26 декабря 1932.
После службы в Никарагуа Пуллер возглавил отряд морской пехоты при американской дипломатической миссии в Пекине, командовал частью т. н. «китайских» морских пехотинцев. Затем Пуллер служил на борту крейсера USS Augusta Азиатского флота, капитаном крейсера был Честер Нимиц. Пуллер вернулся в США в июне 1936 и стал инструктором базовой школы в Филадельфии. Сред его учеников были Louis_Robertshaw, Pappy Boyington и Lewis William Walt..
В мае 1939 Пуллер вернулся на «Августу», где возглавил отряд морской пехоты на борту, а после в отправился в Китай. Он прибыл в Шанхай в мае 1940, где сначала служил строевым офицером а потом (до августа 1941) командиром 2-го батальона 4-го полка морской пехоты . 28 августа 1941 майор Пуллер вернулся в США и после кратковременного отпуска возглавил 1-й батальон 7-го полка первой дивизии морской пехоты в Нью-Ривер, Северная Каролина (позднее база Кэмп-Леджен).

### Вторая мировая война

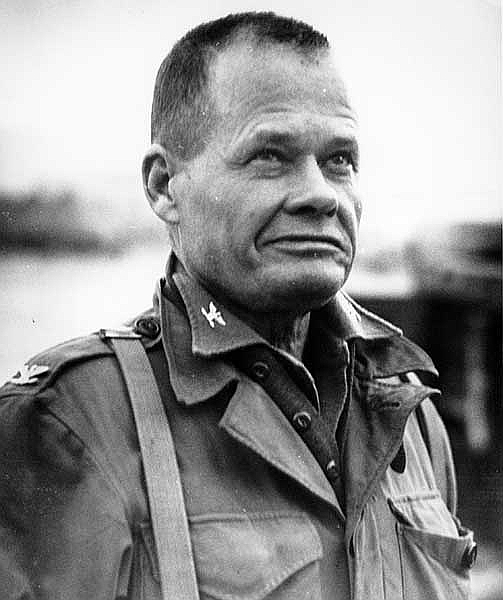
Colonel Puller

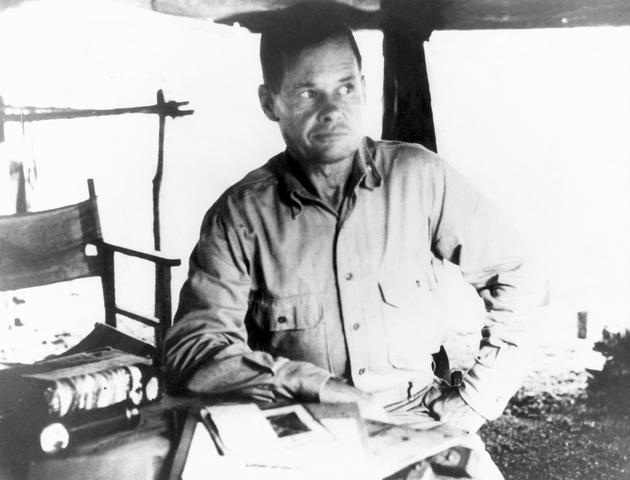
Подполковник Пуллер на Гуадалканале в сентябре 1942 года

В начале второй мировой войны 7-й полк морской пехоты стал ядром новосозданной 3-й бригады и 8 мая 1942 прибыл защищать Самоа. Позднее полк выделился из бригады и 4 сентября 1942 оставил Самоа и 18 сентября 1942 присоединился к 1-й дивизии на Гуадалканале.
Вскоре после прибытия на Гуадалканал Пуллер повёл свой батальон в ожесточённый бой у Мататинкау. Пуллер немедля принял решение, спасшее три его роты от уничтожения. Эти три роты были окружены и отрезаны превосходящими силами японцев. Пуллер выбежал на берег, подал сигнал американскому эсминцу USS Ballard (DD-267) и корректировал огневую поддержку эсминца, в то время как десантное судно эвакуировало морпехов с их ненадёжной позиции. В ходе боя был убит командир экипажа десантного корабля сигнальщик первого класса береговой охраны Дуглас Альберт Мунро, руководивший артиллерийской поддержкой морпехов, эвакуировавшихся с берега и был посмертно награждён медалью Почёта, став единственным служащим Береговой охраны, получившим эту награду. Пуллер же за свои действия удостоился бронзовой звезды с литером «V».
Позднее на Гуадаканале Пуллер получил свой третий военно-морской крест в битве за Хендерсон-филд. Пуллер командовал 1-м батальоном 7-го полка морской пехоты. Это была одна из двух американских пехотных частей, защищавших аэродром. Противостоящие им японские силы были численностью до полка. Вместе с морскими пехотинцами сражался 3-й батальон 164-го полка армии США. В перестрелке в ночь с 24 на 25 октября 1942 продлившейся три часа 1-й батальон морской пехоты и 3-й армейский батальон потеряли 70 человек. Японцы в бою потеряли около 1400 убитыми. Американцы удержал аэродром. Пуллер представил двоих своих людей (одним из них был сержант Джон Бейзилон) к медали почёта. 9 ноября Пуллер был ранен.
В дальнейшем Пуллер стал строевым офицером 7-го полка морской пехоты. Служа в этой должности на мысе Глостер (новая Гвинея) Пуллер получил своё четвёртый военно-морской крест за полное выполнение долга в период с 26 декабря 1943 по 19 января 1944. В это время, когда командиры 3-го батальона 7-го полка морской пехоты и позднее 3-го батальона 5-го полка морской пехоты оказались под плотным пулемётным огнём и миномётным обстрелом он грамотно реорганизовал батальон и провёл успешную атаку против хорошо укреплённых японских оборонительных позиций. 1 февраля 1944 Пуллер был произведён в полковники и к концу месяца назначен на пост командира 1-го полка морской пехоты. В сентябре и октябре 1944 Пуллер повёл 1-й полк в затяжную битву за Пелеу, одну из самых кровавых битв в истории корпуса морской пехоты и получил свою первую (из двух) медалей «Легион почёта». 1-й полк под командованием Пуллер потерял 1.749 из примерно 3 тыс. чел, но эти потери не остановили Пуллера отдавшего приказ о прямом штурме позиций хорошо окопавшегося противника. Коменданту корпуса пришлось отдать приказ командиру первой дивизии морской пехоты увести уничтоженный 1-й полк с линии фронта.
Летом 1944 младший брат Пуллера Сэмюэл Д. Пуллер, строевой офицер 4-го полка морской пехоты погиб от выстрела вражеского снайпера на о. Гуам.
В ноябре 1944 года Пуллер вернулся в США и был назначен строевым офицером учебного полка морской пехоты на базе Кэмп-Леджен, а спустя две недели — командиром полка. После войны Пуллер стал директором 8-го резервного района Нового Орлеана, позднее управлял казармами морской пехоты на Пирл-Харборе.

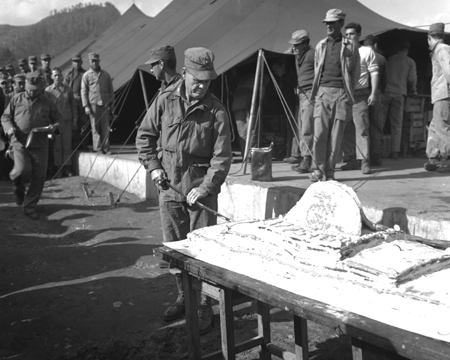
Полковник Пуллер разрезает рождественский торт Корпуса морской пехоты 10 ноября 1950 года.

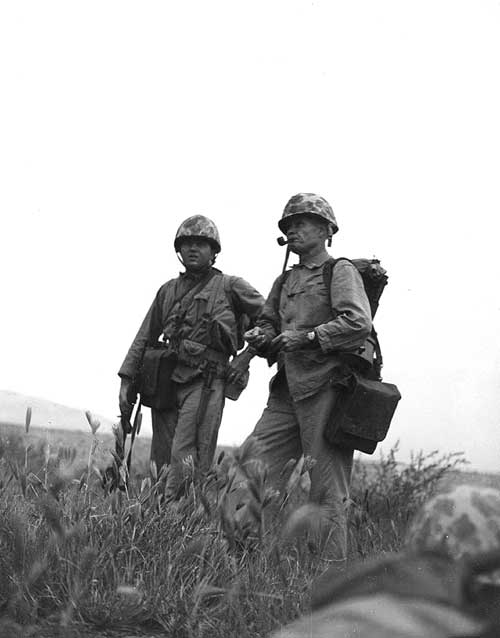
Полковник Пуллер изучает местность в один из дней Корейской войны

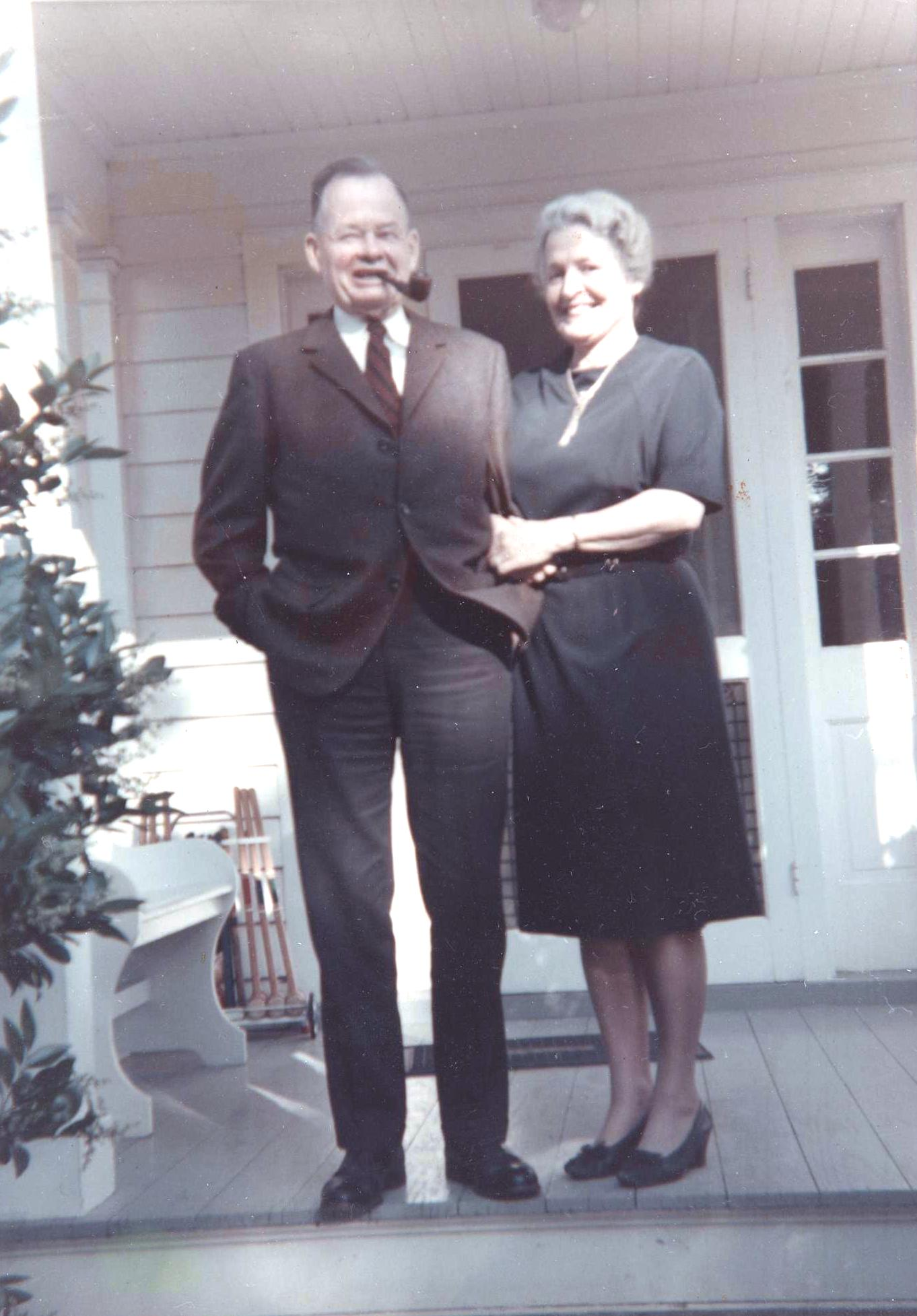
Пуллер в отставке со своей женой Виргинией у себя дома.

### Корейская война
С началом Корейской войны Пуллер снова был назначен командиром 1-го полка морской пехоты. Он принял участие в высадке в Инчхоне 15 сентября 1950 и получил медаль «Серебряная звезда». За командование с 15 сентября по 2 ноября Пуллер удостоился второго ордена «Легион почёта». За героизм, проявленный в бою с 29 ноября по 4 декабря, он получил крест «За выдающиеся заслуги» от армейского командования. За героизм, проявленный в сражении у Чосинского водохранилища с 5 по 10 декабря, он получил пятый военно-морской крест. В этом бою он произнёс фразу, ставшую знаменитой: «Какое-то время мы уже ищем врага. Наконец мы нашли его. Мы окружены. Это упрощает дело».
В январе 1951 Пуллер был произведён в бригадные генералы и назначен на пост помощника командира 1-й дивизии морской пехоты. 24 февраля непосредственный начальник Пуллера генерал-майор О. Смит был спешно переброшен на пост командира 9-го армейского корпуса после смерти генерал-майора Брайана Мура. Смит временно назначил Пуллера командиром 1-й дивизией морской пехоты, Пуллер командовал дивизией до марта. Затем он был заместителем командира дивизии и отбыл в США 20 мая 1951, где до января 1952 командовал 3-й дивизией морской пехоты на базе Кэмп-Пендлтон, штат Калифорния, а до июня 1952 был заместителем командира дивизии. Затем он принял командование над частью подготовки тихоокеанских войск (Troop Training Unit Pacific) в Коронадо, штат Калифорния. В сентябре 1953 Пуллер был произведён в генерал-майоры.

### Уход в отставку
В июле 1954 Пуллер принял командование над 2-й дивизией морской пехоты на базе Кэмп-Леджен, штат Северная Каролина. В феврале 1955 стал заместителем командира базы. Пуллер перенёс инсульт и ушёл в отставку из корпуса 1 ноября 1955, при уходе в отставку он был произведён в генерал-лейтенанты (т. н. «могильное повышение»).
В письме от 22 ноября 1954 года майору Фрэнку С. Шеппарду Пуллер так отозвался о своём прозвище: «Я согласен с тобой на все сто процентов. Я немного служил до Гуадалканала и получил несколько прозвищ, но почему „Чести“? За особенную стальную часть??» (англ. Chesty — «грудастый»).
Сын Пуллера Льюис Барвелл Пуллер-младший (в общем известный как Льюис Пуллер) служил лейтенантом морской пехоты в ходе Вьетнамской войны. Во время службы во втором батальоне первого полка морской пехоты Льюис Пуллер был искалечен взрывом мины: потерял обе ноги и части рук. Чести Пуллер разрыдался, когда в первый раз навестил сына в госпитале. Льюису Пуллеру-младшему удалось получить Пулитцеровскую премию 1992 года за книгу Fortunate Son: The Healing of a Vietnam Vet.
Пуллер — тесть полковника морской пехоты Уильяма Дабни (англ. William H. Dabney‎), выпускника Виргинского военного института, командовавшего (когда был в звании капитана) двумя усиленными стрелковыми ротами третьего батальона 26-го полка морской пехоты с 21 января по 4 апреля 1968 во Вьетнама. Всё это время силы полковника Дабни упорно защищали высоту 881S, жизненно важный аванпост для обороны военной базы Кхе-сан в ходе 77-дневной осады. За оборону высоты 881S Дабни был представлен к Военно-морскому кресту, но вертолёт, на котором летел батальонный офицер с бумагами, разбился и бумаги были потеряны, а найдены только 15 апреля 2005 года. Дабни получил Военно-морской крест на церемонии в Виргинском военном институте.
Пуллер — дальний родственник знаменитого армейского генерала Джорджа Паттона.
Пуллер являлся прихожанином епископальной церкви и церкви Христа в г. Салуда, штат Вирджиния. Пуллер и его жена Вирджиния Монтэгю Эванс были похоронены на историческом кладбище Крист-Чёрч.

## Награды
Пуллер — единственный в американской истории был награждён шестью вторыми по значимости военными наградами: пятью военно-морскими крестами и одним армейским крестом «За выдающиеся заслуги». Он стал вторым в истории военнослужащим, получившим пять военно-морских крестов; первым был командир американской подлодки Рой М. Дэвенпорт.
Пуллер получил нижеследующие военные награды:
| Золотая звезда повторного награждения · Золотая звезда повторного награждения · Золотая звезда повторного награждения · Золотая звезда повторного награждения | |                                                                               |                            |
| Золотая звезда повторного награждения | | Золотая звезда повторного награждения · Золотая звезда повторного награждения |                            |
| Бронзовая звезда за службу · Бронзовая звезда за службу · Бронзовая звезда за службу · Бронзовая звезда за службу                                             | Бронзовая звезда за службу                                                                                        | Бронзовая звезда за службу                                                    | Бронзовая звезда за службу |
| | |                                                                               | Бронзовая звезда за службу |
| | Бронзовая звезда за службу · Бронзовая звезда за службу · Бронзовая звезда за службу · Бронзовая звезда за службу |                                                                               |                            |
| Серебряная звезда за службу | |                                                                               |                            |
| | |                                                                               |                            |

| 1-й ряд | Военно-морской крест с четырьмя 5/16 дюймовыми золотыми звёздами повторного награждения           | Военно-морской крест с четырьмя 5/16 дюймовыми золотыми звёздами повторного награждения           | Военно-морской крест с четырьмя 5/16 дюймовыми золотыми звёздами повторного награждения           | Военно-морской крест с четырьмя 5/16 дюймовыми золотыми звёздами повторного награждения             | Крест «За выдающиеся заслуги»                                                                       | Крест «За выдающиеся заслуги»                                                                       | Крест «За выдающиеся заслуги»                                                                      | Крест «За выдающиеся заслуги»                                                                      | Серебряная звезда                                                                                  | Серебряная звезда                                               | Серебряная звезда                                               | Серебряная звезда                                               |
| 2-й ряд | Орден «Легион почёта» с литерой «V» и одной 5/16 дюймовой золотой звездой повторного награждения  | Орден «Легион почёта» с литерой «V» и одной 5/16 дюймовой золотой звездой повторного награждения  | Орден «Легион почёта» с литерой «V» и одной 5/16 дюймовой золотой звездой повторного награждения  | Бронзовая звезда с литерой «V»                                                                      | Бронзовая звезда с литерой «V»                                                                      | Бронзовая звезда с литерой «V»                                                                      | Воздушная медаль с двумя 5/16 дюймовыми золотыми звёздами повторного награждения                   | Воздушная медаль с двумя 5/16 дюймовыми золотыми звёздами повторного награждения                   | Воздушная медаль с двумя 5/16 дюймовыми золотыми звёздами повторного награждения                   | Пурпурное сердце                                                | Пурпурное сердце                                                | Пурпурное сердце                                                |
| 3-й ряд | Президентская благодарность подразделению с четырьмя 3/16 дюймовыми бронзовыми звёздами за службу | Президентская благодарность подразделению с четырьмя 3/16 дюймовыми бронзовыми звёздами за службу | Президентская благодарность подразделению с четырьмя 3/16 дюймовыми бронзовыми звёздами за службу | Медаль «За безупречную службу» с одной 3/16 дюймовой бронзовой звездой за службу                    | Медаль «За безупречную службу» с одной 3/16 дюймовой бронзовой звездой за службу                    | Медаль «За безупречную службу» с одной 3/16 дюймовой бронзовой звездой за службу                    | Экспедиционная медаль Корпуса морской пехоты США с одной 3/16 дюймовой бронзовой звездой за службу | Экспедиционная медаль Корпуса морской пехоты США с одной 3/16 дюймовой бронзовой звездой за службу | Экспедиционная медаль Корпуса морской пехоты США с одной 3/16 дюймовой бронзовой звездой за службу | Медаль Победы в Первой мировой войне с пряжкой «Западная Индия» | Медаль Победы в Первой мировой войне с пряжкой «Западная Индия» | Медаль Победы в Первой мировой войне с пряжкой «Западная Индия» |
| 4-й ряд | Haitian Campaign Medal (1921)                                                                     | Haitian Campaign Medal (1921)                                                                     | Haitian Campaign Medal (1921)                                                                     | Nicaraguan Campaign Medal (1933)                                                                    | Nicaraguan Campaign Medal (1933)                                                                    | Nicaraguan Campaign Medal (1933)                                                                    | Медаль «За службу в Китае»                                                                         | Медаль «За службу в Китае»                                                                         | Медаль «За службу в Китае»                                                                         | Медаль «За защиту Америки» с пряжкой Base                       | Медаль «За защиту Америки» с пряжкой Base                       | Медаль «За защиту Америки» с пряжкой Base                       |
| 5-й ряд | Медаль «За Американскую кампанию»                                                                 | Медаль «За Американскую кампанию»                                                                 | Медаль «За Американскую кампанию»                                                                 | Медаль «За Азиатско-тихоокеанскую кампанию» с четырьмя 3/16 дюймовыми бронзовыми звёздами за службу | Медаль «За Азиатско-тихоокеанскую кампанию» с четырьмя 3/16 дюймовыми бронзовыми звёздами за службу | Медаль «За Азиатско-тихоокеанскую кампанию» с четырьмя 3/16 дюймовыми бронзовыми звёздами за службу | Медаль Победы во Второй мировой войне                                                              | Медаль Победы во Второй мировой войне                                                              | Медаль Победы во Второй мировой войне                                                              | Медаль за службу национальной обороне                           | Медаль за службу национальной обороне                           | Медаль за службу национальной обороне                           |
| 6-й ряд | Медаль «За службу в Корее» с одной 3/16 дюймовой серебряной звездой                               | Медаль «За службу в Корее» с одной 3/16 дюймовой серебряной звездой                               | Медаль «За службу в Корее» с одной 3/16 дюймовой серебряной звездой                               | Haitian Médaille militaire                                                                          | Haitian Médaille militaire                                                                          | Haitian Médaille militaire                                                                          | Nicaraguan Presidential Medal of Merit w/ Diploma                                                  | Nicaraguan Presidential Medal of Merit w/ Diploma                                                  | Nicaraguan Presidential Medal of Merit w/ Diploma                                                  | Nicaraguan Cross of Valor with Diploma                          | Nicaraguan Cross of Valor with Diploma                          | Nicaraguan Cross of Valor with Diploma                          |
| 7-й ряд | Korean Орден «За военные заслуги», Eulji Cordon Medal (Южная Корея)                               | Korean Орден «За военные заслуги», Eulji Cordon Medal (Южная Корея)                               | Korean Орден «За военные заслуги», Eulji Cordon Medal (Южная Корея)                               | Орден Облаков и Знамени (Тайвань)                                                                   | Орден Облаков и Знамени (Тайвань)                                                                   | Орден Облаков и Знамени (Тайвань)                                                                   | Благодарность президента Корейской республики                                                      | Благодарность президента Корейской республики                                                      | Благодарность президента Корейской республики                                                      | Медаль «За службу ООН в Корее»                                  | Медаль «За службу ООН в Корее»                                  | Медаль «За службу ООН в Корее»                                  |

## Наградные листы
Запись к первому кресту:

За выдающуюся службу по своей профессии, командуя патрулем никарагуанской национальной гвардии. Первый лейтенант Льюис Б. Пуллер, корпус морской пехоты, успешно командовал своей частью в ходе пяти успешных боестолкновений с превосходящими в численности вооружёнными бандитами: 16 февраля 1930 у Ла Виржен; 6 июня 1930 у Лос-Седрос, 22 июля 1930 у Монкотала, 25 июля 1930 у Хуапиноля и 19 августа 1930 у Малаката. В каждом бою бандиты были отброшены, потеряв девять убитыми и множество ранеными. Благодаря своему умному и волевому руководству без раздумий о собственной безопасности, большим физическим усилиям и перенесению многих тягот лейтенант Пуллер преодолел все препятствия и нанёс пять успешных и тяжких ударов по организованному бандитизму в Никарагуанской республике.
Оригинальный текст (англ.)
«For distinguished service in the line of his profession while commanding a Nicaraguan National Guard patrol. First Lieutenant Lewis B. Puller, United States Marine Corps, successfully led his forces into five successful engagements against superior numbers of armed bandit forces; namely, at LaVirgen on 16 February 1930, at Los Cedros on 6 June 1930, at Moncotal on 22 July 1930, at Guapinol on 25 July 1930, and at Malacate on 19 August 1930, with the result that the bandits were in each engagement completely routed with losses of nine killed and many wounded. By his intelligent and forceful leadership without thought of his own personal safety, by great physical exertion and by suffering many hardships, Lieutenant Puller surmounted all obstacles and dealt five successive and severe blows against organized banditry in the Republic of Nicaragua.»
— 
Запись ко второму кресту:

Первый лейтенант Льюис Б. Пуллер из корпуса морской пехоты (капитан национальной гвардии Никарагуа) выполнил особенно похвальную службу большого значения, командуя патрулём Гвардии с 20 сентября по 1 октября 1932. Лейтенант Пуллер и его отряд в 40 гвардейцев и сержант-оружейник Уильям А. Ли из корпуса морской пехоты, служащий первым лейтенантом Гвардии, проникли в изолированную горную область, находящуюся под контролем бандитов, на расстоянии 80-100 миль от своей ближайшей базы Хинотеги. 26 сентября 1932 в точке к северо-востоку от Маунт-Киламбе группа попала в засаду. Вражеский отряд в сто пятьдесят человек занял хорошо подготовленную позицию. Противник располагал не менее чем семью пулемётами и стрелковым оружием различных классов, был хорошо снабжён патронами. В начале боя заместитель командира сержант-оружейник Ли был тяжело ранен, сообщили о его гибели. Гвардеец, находящийся прямо за Пуллером, погиб в самом начале перестрелки. Действуя с большой храбростью, хладнокровием и показав большую рассудительность, лейтенант Пуллер так руководил обстрелом и манёврами своих людей, что враг был сбит сначала с высоты справа от позиции, а затем после флангового манёвра был вынужден оставить высоту слева и в итоге был рассеян, потеряв десять убитыми и множество ранеными, благодаря упорному и хорошо организованному наступлению отряда. Многочисленные потери, понесённые противником, и потери гвардии в двое убитых и четверо раненых показывают стойкое сопротивление противника. Эта блестящая победа в джунглях без линий снабжения, в сотне миль от своих сил, была в основном одержана благодаря неукротимому мужеству и настойчивости командира группы. На обратном пути с ранеными в Хинотегу отряд 30 сентября дважды попадал в засаду превосходящих сил, и в обоих случаях противник был рассеян с большими потерями.
Оригинальный текст (англ.)
«First Lieutenant Lewis B. Puller, United States Marine Corps (Captain, Guardia Nacional de Nicaragua) performed exceptionally meritorious service in a duty of great responsibility while in command of a Guardia Patrol from 20 September to 1 October 1932. Lieutenant Puller and his command of forty Guardia and Gunnery Sergeant William A. Lee, United States Marine Corps, serving as a First Lieutenant in the Guardia, penetrated the isolated mountainous bandit territory for a distance of from eighty to one hundred miles north of Jinotega, his nearest base. This patrol was ambushed on 26 September 1932, at a point northeast of Mount Kilambe by an insurgent force of one hundred fifty in a well-prepared position armed with not less than seven automatic weapons and various classes of small arms and well-supplied with ammunition. Early in the combat, Gunnery Sergeant Lee, the Second in Command, was seriously wounded and reported as dead. The Guardia immediately behind Lieutenant Puller in the point was killed by the first burst of fire, Lieutenant Puller, with great courage, coolness and display of military judgment, so directed the fire and movement of his men that the enemy were driven first from the high ground on the right of his position, and then by a flanking movement forced from the high ground to the left and finally were scattered in confusion with a loss of ten killed and many wounded by the persistent and well-directed attack of the patrol. The numerous casualties suffered by the enemy and the Guardia losses of two killed and four wounded are indicative of the severity of the enemy resistance. This signal victory in jungle country, with no lines of communication and a hundred miles from any supporting force, was largely due to the indomitable courage and persistence of the patrol commander. Returning with the wounded to Jinotega, the patrol was ambushed twice by superior forces on 30 September. On both of the occasions the enemy was dispersed with severe losses.»
— 
Запись к третьему кресту:

За выдающийся героизм на посту командира первого батальона седьмого полка первой дивизии морской пехоты в ходе боя против вражеских японских сил на Гуадалканале (Соломоновы острова) в ночь с 24 на 25 октября 1942 года. Когда батальон под командованием подполковника Пуллера держал фронт длиной в милю, превосходящий числом противник предпринял энергичную атаку против линии американских позиций, проходившей через глухие джунгли. Подполковник Пуллер мужественно выстоял против отчаянных решительных атак противника и не только удержал батальон на позициях, пока не прибыли подкрепления спустя три часа, но также командовал увеличенными силами до полудня следующего дня. Своей неустанной преданностью долгу и холодной рассудительностью под огнём он предотвратил вражеское проникновение через наши линии и несёт основную ответственность за успешную оборону сектора, за который отвечали его войска.
Оригинальный текст (англ.)
«For extraordinary heroism as Commanding Officer of the First Battalion, Seventh Marines, First Marine Division, during the action against enemy Japanese forces on Guadalcanal, Solomon Islands, on the night of 24 to 25 October 1942. While Lieutenant Colonel Puller's battalion was holding a mile-long front in a heavy downpour of rain, a Japanese force, superior in number, launched a vigorous assault against that position of the line which passed through a dense jungle. Courageously withstanding the enemy's desperate and determined attacks, Lieutenant Colonel Puller not only held his battalion to its position until reinforcements arrived three hours later, but also effectively commanded the augmented force until late in the afternoon of the next day. By his tireless devotion to duty and cool judgment under fire, he prevented a hostile penetration of our lines and was largely responsible for the successful defense of the sector assigned to his troops.»
— 
Запись к четвёртому кресту:

За выдающийся героизм на посту старшего помощника командира седьмого полка первой дивизии морской пехоты, действующего в составе шестой армии США, в бою против японских сил у мыса Глочестер острова Новая Британия с 26 декабря 1943 по 19 января 1944. Приняв временное командование над третьим батальоном седьмого полка морской пехоты с 4 по 9 января, подполковник Пуллер быстро реорганизовал и выдвинул свою часть, незамедлительно выполнив поставленную перед ним задачу. Приняв дополнительные обязанности на посту командира третьего батальона пятого полка морской пехоты с 7 по 8 января после ранений командира и его заместителя, подполковник Пуллер без колебаний выходил под винтовочный, пулемётный и миномётный огонь хорошо окопавшихся японцев, двигаясь от роты к роте по линии фронта, реорганизуя и поддерживая критически важные позиции вдоль обстреливаемого хребта. Его волевое руководство и доблестный боевой дух в очень опасных условиях внесли лепту в разгром противника в ходе данной кампании и поддержали высочайшие традиции военно-морских сил США.
Оригинальный текст (англ.)
«For extraordinary heroism as Executive Officer of the Seventh Marines, First Marine Division, serving with the Sixth United States Army, in combat against enemy Japanese forces at Cape Gloucester, New Britain, from 26 December 1943 to 19 January 1944. Assigned temporary command of the Third Battalion, Seventh Marines, from 4 to 9 January, Lieutenant Colonel Puller quickly reorganized and advanced his unit, effecting the seizure of the objective without delay. Assuming additional duty in command of the Third Battalion, Fifth Marines, from 7 to 8 January, after the commanding officer and executive officer had been wounded, Lieutenant Colonel Puller unhesitatingly exposed himself to rifle, machine-gun and mortar fire from strongly entrenched Japanese positions to move from company to company in his front lines, reorganizing and maintaining a critical position along a fire-swept ridge. His forceful leadership and gallant fighting spirit under the most hazardous conditions were contributing factors in the defeat of the enemy during this campaign and in keeping with the highest traditions of the United States Naval Service.»
— 
Запись к пятому кресту:

За выдающийся героизм на посту командира первого полка первой (усиленной) дивизии морской пехоты в бою против сил агрессора близ Кото-ри, Корея с 5 по 10 декабря 1950. Мужественно сражаясь в условиях минусовой температуры против значительно превосходящего по численности противника, полковник Пуллер отразил повторяющиеся фанатичные атаки противника против сектора его полка и пунктов снабжения. Хотя вся площадь часто накрывалась настильным пулемётным и интенсивным артиллерийским и миномётным огнём, он хладнокровно двигался вдоль своих войск, чтобы проверить их правильное тактическое развёртывание, посылал подкрепления на линии, если того требовала ситуация, и успешно защищал периметр, поддерживая открытыми основные пути движения дивизии. В ходе наступления от Кото-ри на Хунгнам он умело организовал свой полк как арьергард дивизии, отразил две яростные вражеские атаки, серьёзно угрожавшие безопасности его части, и лично наблюдал за оказанием медицинской помощи и незамедлительной эвакуацией всех пострадавших. Своей неослабевающей решимостью он продолжал вдохновлять своих людей к героическим усилиям по защите их позиций и обеспечил сохранность наиболее важного оборудования, которое иначе попало бы к врагу. Своим умелым руководством, величественным мужеством и доблестной преданностью долгу в неравном бою полковник Пуллер заслужил высочайшую честь для себя и военно-морской службы США.
Оригинальный текст (англ.)
«For extraordinary heroism as Commanding Officer of the First Marines, First Marine Division (Reinforced), in action against aggressor forces in the vicinity of Koto-ri, Korea, from 5 to 10 December 1950. Fighting continuously in sub-zero weather against a vastly outnumbering hostile force, Colonel Puller drove off repeated and fanatical enemy attacks upon his Regimental defense sector and supply points. Although the area was frequently covered by grazing machine-gun fire and intense artillery and mortar fire, he coolly moved along his troops to insure their correct tactical employment, reinforced the lines as the situation demanded, and successfully defended the perimeter, keeping open the main supply routes for the movement of the Division. During the attack from Koto-ri to Hungnam, he expertly utilized his Regiment as the Division rear guard, repelling two fierce enemy assaults which severely threatened the security of the unit, and personally supervised the care and prompt evacuation of all casualties. By his unflagging determination, he served to inspire his men to heroic efforts in defense of their positions and assured the safety of much valuable equipment which would otherwise have been lost to the enemy. His skilled leadership, superb courage and valiant devotion to duty in the face of overwhelming odds reflect the highest credit upon Colonel Puller and the United States Naval Service.»
— 
Запись к кресту «За выдающиеся заслуги»:

Президент Соединённых Штатов Америки согласно условиям акта Конгресса одобренным 9 июля 1918 с удовольствием вручает крест «За выдающиеся заслуги» полковнику Льюису Б. «Чести» Пуллеру (MCSN: 0-3158), корпус морской пехоты США, за выдающийся героизм в ходе военных действий против вооружённого противника сил ООН на посту командира первого полка ПЕРВОЙ (усиленной) дивизии морской пехоты в бою против вражеских сил агрессора близ Чосинского водохранилища, Корея в период с 29 ноября по 4 декабря 1950. Действия полковника Пуллера внесли большой вклад в прорыв первого полка морской пехоты у Чосинского водохранилища и поддержали высочайшие традиции военной службы.
Оригинальный текст (англ.)
«The President of the United States of America, under the provisions of the Act of Congress approved July 9, 1918, takes pleasure in presenting the Distinguished Service Cross to Colonel Lewis B. "Chesty" Puller (MCSN: 0-3158), United States Marine Corps, for extraordinary heroism in connection with military operations against an armed enemy of the United Nations while serving as Commanding Officer, First Marines, FIRST Marine Division (Reinforced), in action against enemy aggressor forces in the vicinity of the Chosin Reservoir, Korea, during the period 29 November to 4 December 1950. Colonel Puller's actions contributed materially to the breakthrough of the First Marine Regiment in the Chosin Reservoir area and are in keeping with the highest traditions of the military service.»
— 

## Почести
Кроме военных наград Пуллер удостоился многочисленных почестей за свою службу в рядах морской пехоты.
В его честь были названы:
- Фрегат Lewis B. Puller (FFG-23)
- Здание штаба 2-й антитеррористической группы флота на военно-морской оружейной базе в Йорктауне, штат Виргиния
- Трасса № 33 в округе Миддлсекс, штат Виргиния (в этом округе похоронен Пуллер).

Кроме того:
- 10 ноября 2005 Почтовая служба США выпустила марки серии Distinguished Marines, где указан и Пуллер.
- Собака корпуса морской пехоты (постоянно чистокровный английский бульдог) получила постоянную кличку «Чести Пуллертон» (например, Чести 13-й)[22].
- В 2012 командование морских перевозок объявило, что новейший десантный корабль- платформа будет названа в честь Пуллера (USNS Lewis B. Puller (T-MLP-3/T-AFSB-1)[23].

## В культуре корпуса морской пехоты
Пуллер остаётся частым персонажем фольклора корпуса морской пехоты и истории о нём, как правдивые, так и вымышленные, продолжают ходить среди морских пехотинцев.
В учебном лагере день часто кончается словами: «Спокойной ночи, Чести Пуллер, где бы ты ни был!». Для поднятия боевого духа также говорят: «Чести Пуллер никогда не сдаётся!»
В учебных лагерях рекрутов и в школах подготовки кандидатов в офицеры морские пехотинцы поют: «Это было хорошо для Чести Пуллера/ И хорошо для меня вполне», «Скажите Чести Пуллеру, что я полностью выкладываюсь». Чести Пуллер стал символом духа морских пехотинцев. Также рекруты поют: «Чести Пуллер был хорошим морским пехотинцем, хорошим пехотинцем он был».
Морские пехотинцы, выполняя подтягивания, говорят друг другу: «Ещё одно для Чести!»
Рядовые и сержанты уважают Пуллера за его неустанную работу по улучшению условий службы. Пуллер настаивал на обеспечении хорошей экипировкой и строгой дисциплине. Однажды он натолкнулся на второго лейтенанта, который заставил рядового, забывшего отдать ему честь, сделать это сто раз. Пуллер заявил лейтенанту: «Вы были абсолютно правы, лейтенант, когда заставили его отдать вам честь сотню раз, но вы знаете, что и офицер должен отдавать честь всякий раз, когда ему отдают честь. Теперь отдавайте честь ему, а я буду считать».
Будучи на Гавайях в ходе проверки вооружения, Пуллер сам наложил на себя штраф в 100 долларов за то, что случайно разрядил пистолет 45 калибра внутри помещения, хотя штраф за такой проступок составлял 20 долларов.

## В культуре
- В мини-сериале канала HBO «Тихий океан» роль Пуллера сыграл актёр Уильям Сэдлер.
- Книга Marine!: The Life of Chesty Puller, ISBN 978-0-553-27182-9, о жизни Пуллера в бытность морским пехотинцем
- Книга Chesty Puller’s Rules of Success, ISBN 978-1-885541-07-9, авторы: Bill Davis, (полковник морской пехоты в отставке) рассказывает о 20 «изобретённых принципов боя» Пуллера, собранных автором в ходе многочисленных встреч с легендарным генералом.
- Книга Chesty: The Story of Lieutenant General Lewis B. Puller, USMC, ISBN 978-0-375-76044-0, полковника морской пехоты Jon T. Hoffman — полная биография Пуллера, в 2001 году завоевала награду General Wallace M. Greene Award: Best Marine Corps History Book of the Year фонда Marine Corps Heritage Foundation
- Режиссёр Джон Форд в 1976 снял документальный фильм Chesty: A Tribute to a Legend.